# Yalagüina
Yalagüina är en kommun (municipio) i Nicaragua med 11 585 invånare (2012).  Den ligger i den bergiga nordvästra delen av landet, i departementet Madriz. Kommunen är känd för sina rosquillas, ett slags munkar, som anses vara de bästa i landet.

## Geografi
Yalagüina gränsar till kommunerna Totogalpa i norr, Palacagüina i öster,  Pueblo Nuevo i söder, samt till Somoto i väster. Den största orten i kommunen är centralorten Yalagüina med 1 636 invånare (2005).

## Historia
Yalagüina är ett gammalt indiansamhälle som nämns redan 1603 i spanjorernas första taxeringslängd för Nueva Segovia.

## Transporter
Den Panamerikanska landsvägen passerar kommunen i öst-västlig riktning.

## Kända personer
- José Santos López (1914-1965), lantbruksarbetare, militär och revolutionär[6]